# Wilmya Zimmermann
Wilmya Zimmermann (* 30. Juli 1944 in Heerlen, Niederlande) ist eine ehemalige Politikerin der SPD.

## Leben
Zimmermann besuchte die Oberrealschule und ließ sich von 1961 bis 1963 zur medizinisch-technischen Assistentin ausbilden. Danach arbeitete sie als MTA im Krankenhaus in Heerlen sowie an der Universität Nijmegen. 1970 zog sie nach Deutschland, um eine Tätigkeit an der Universität Marburg zu übernehmen. Später wechselte sie zur Universität Erlangen, wo sie von 1990 an dem Personalrat angehörte.
1986 trat Zimmermann in die Gewerkschaft ötv (heute ver.di) ein, daneben ist sie Mitglied der Arbeiterwohlfahrt, des Bayerischen Roten Kreuzes, von Amnesty International, Greenpeace, im Marie-Schlei-Verein sowie in der Europa-Union, wo sie dem Landesvorstand Bayern als kooptiertes Mitglied angehörte.
Sie wohnt in Poxdorf.

## Politik
1988 trat Zimmermann in die SPD ein. Dort war sie stellvertretende Kreisvorsitzende und gehörte dem Vorstand im Unterbezirk Bamberg-Forchheim mehrere Jahre als Kassiererin an. Darüber hinaus war sie in der AsF Vorsitzende im Unterbezirk Bamberg und stellvertretende Vorsitzende im Bezirk Oberfranken und im Landesverband Bayern.
Bei den Europawahlen 1994 wurde sie ins Europäische Parlament gewählt, dem sie eine Wahlperiode lang bis 1999 angehörte. Dort war sie ordentliches Mitglied des Ausschusses für Grundfreiheiten und innere Angelegenheiten und der Delegationen für die Beziehungen zu Rumänien und Bulgarien. Sie war die erste Europaabgeordnete, die in einem Land gewählt wurde, dessen Staatsangehörigkeit sie nicht besaß. Bei den Wahlen 1994 wurde das aktive und passive Wahlrecht für EU-Auslandsbürger eingeführt.
Bei der Kommunalwahl 2020 wurde sie erstmals in den Gemeinderat der Gemeinde Poxdorf gewählt.